# Joao Grimaldo
Joao Alberto Grimaldo Ubidia (født 20. februar 2003 i Lima, Peru), er en peruviansk fodboldspiller (venstre back/midtbane). Han spiller for Sporting Cristal i Primera División de Peru.

## Landshold
Grimaldo debuterede for Perus landshold 12. september 2023 i en kvalifikationskamp mod Brasil.